# NGC 1355
NGC 1355 ist eine linsenförmige Galaxie vom Hubble-Typ S0 im Sternbild Eridanus südlich des Himmelsäquators. Sie ist schätzungsweise 174 Millionen Lichtjahre von der Milchstraße entfernt und hat einen Durchmesser von etwa 75.000 Lj.

Im selben Himmelsareal befinden sich u. a. die Galaxien NGC 1346, NGC 1358, NGC 1376.
Die Typ-Ia-Supernova SN 2009im wurde hier beobachtet.
Das Objekt wurde am 27. Dezember 1861 von Samuel Hunter, einem Assistenten von William Parsons, entdeckt.